# 自由の代償
『自由の代償』（じゆうのだいしょう、Faustrecht der Freiheit）は、1975年公開のニュー・ジャーマン・シネマを代表するライナー・ヴェルナー・ファスビンダーの監督・脚本・主演で制作されたドイツの映画である。英語圏では『Fox and His Friends（フォックスとその友人たち）』のタイトルで知られている。日本では、ライナー・ヴェルナー・ファスビンダー傑作選2024にて邦題が『自由の暴力』に変更された。
貧富や階級の差から生まれた悲劇を描いたゲイの男たちの恋物語で、ファスビンダー自らが主役を演じている。

## あらすじ
見世物小屋で働く労働者階級で同性愛者のフランツは、恋人でもある小屋の主人クラウスが逮捕されたため、失業する。金持ちのゲイの骨董商マックスと知り合うが、小銭すら恵んでくれない。花屋を騙してせしめた小銭で宝くじを買い、大金を当てる。マックスのゲイ・パーティで工場経営者の御曹司オイゲンと知り合う。オイゲンは粗野なフランツを無視していたが、大金を持っていることを知ると、元恋人を振ってフランツと同衾する。オイゲンに夢中になったフランツは彼のために新車を買い、新しいアパートを買い、オイゲンの好きな高級家具をマックスの店から買い、スーツをオイゲンの元恋人の店から買い、モロッコ旅行をプレゼントし、オイゲンの父親の会社に投資する。さらにその会社が傾くと、アパートを担保に金を借りるようアパートまでをオイゲンに与えるが、オイゲンは、マナーを知らず、文化的な教養のないフランツにうんざりで、アパートからフランツを締め出し、フランツが病気を告げてもまったく関心を示さない。ある日、地下鉄駅で死んでいるフランツが見つかる。横には睡眠薬の瓶が転がっている。ちょうどクラウスとマックスが通りかかって見つけるが、関わりを嫌ってそそくさと立ち去っていく。

## スタッフ
- 監督: ライナー・ヴェルナー・ファスビンダー
- 脚本: ライナー・ヴェルナー・ファスビンダー
- 撮影: ミヒャエル・バルハウス
- 編集: テア・アイミス（ドイツ語版）
- 音楽: ペール・ラーベン（ドイツ語版）
- 美術: クルト・ラープ（英語版）

## キャスト
- フランツ・ビーバーコプ[注 3]: ライナー・ヴェルナー・ファスビンダー
- オイゲン: ペーター・シャテル
- マックス: カールハインツ・ベーム
- 歌手: イングリット・カーフェン

## 製作
本作の撮影は1974年の4月と6月にドイツのミュンヘンおよびモロッコのマラケシュで21日間でおこなわれた。本作の製作年は「1974年/1975年」と併記されたり、「1974年」と表記されることもある。
ファスビンダーがゲイを直接的に描いた最初の映画であり、ヴォルフガング・リマーは「ファスビンダーは〔1970年撮影の〕『聖なるパン助に注意』では暗示にとどめておいた自らの同性愛志向を、1974年の映画『自由の代償』ではじめて公然と宣言した」と解説している。映画には「アルミンをはじめとして他のすべての人たちに」と献辞がある。

## 評価
「恋愛劇の背後で資本家の策略による労働者の搾取が展開し、資本主義社会の冷酷な心理メカニズムを描いている」と評される。アメリカの『ヴィレッジ・ヴォイス』紙が発表した映画批評家50名以上による投票結果「20世紀のベスト映画100」（2000年1月4日）で、第82位にランクインしている。